# Felipe Lima
Felipe Ferreira Lima (Cuiabá, 5 de abril de 1985) é um nadador brasileiro. Especialista no nado peito, é um dos melhores do mundo na atualidade, tendo várias medalhas em Mundiais de Piscina Longa e Curta. Seu maior feito foi obter a medalha de bronze na prova dos 100m peito no Mundial de Barcelona 2013.
Atualmente pertencendo aos quadros do clube Minas Tênis Clube de Belo Horizonte nas provas de 50 metros peito e 100 metros peito.

## Trajetória esportiva
Felipe Lima, desde os oito anos, praticava esportes como ginástica artística, lutas e futebol. Morava ao lado da Universidade Federal de Mato Grosso e, lá, aos 12 anos, começou a praticar natação por recomendação de um médico, que percebeu seu crescimento acelerado. Aos 15 anos, participou do primeiro campeonato brasileiro, quando ganhou sua primeira prova dos 100 metros nado peito, e se profissionalizou.

### 2006–08
Participou do Campeonato Mundial de Natação em Piscina Curta de 2006, onde ficou em 12º nos 50 metros peito e 17º nos 100 metros peito.
É ex-recordista sul-americano do revezamento 4x100 metros medley em piscina olímpica: 3m39s30, marca obtida em 9 de setembro de 2006, junto com Leonardo Guedes, Fernando Silva e César Cielo. Também bateu o recorde sul-americano dos 100 metros peito com 1m01s56, em 10 de setembro de 2006. Ele é o primeiro mato-grossense recordista sul-americano na natação. Em 16 de dezembro de 2006, melhorou seu recorde dos 100 metros peito para 1m01m52.
No Campeonato Mundial de Esportes Aquáticos de 2007 ficou em 24º nos 50 metros peito e 30º nos 100 metros peito.
Participou da Universíada de 2007 em Bangcoc, na Tailândia, e ganhou a medalha de prata nos 50 metros peito, batendo o recorde sul-americano da prova com a marca de 27s94.
Em 2008, Felipe Lima obteve índice para os Jogos Olímpicos de 2008 em Pequim, na prova dos 100 metros peito, com o tempo de 1m01s21, porém não obteve a vaga pois ficou em 3º lugar na seletiva brasileira, e somente dois nadadores por país podem ir às Olimpíadas. Henrique Barbosa com 1m00s79, e Felipe França com 1m01s17, foram os nadadores selecionados.

### 2009–12
Participou do Campeonato Mundial de Esportes Aquáticos de 2011, onde ficou em 24º nos 100 metros peito.
Nos Jogos Pan-Americanos de 2011, Felipe Lima ganhou a medalha de prata na prova dos 100 metros peito e o medalha de ouro nos 4x100 metros medley, por ter participado das eliminatórias.

### Jogos Olímpicos de 2012
Participou pela primeira vez das Olimpíadas nos Jogos Olímpicos de Verão de 2012 em Londres, onde foi à semifinal dos 100 metros peito, terminando em 13º lugar.

### 2012–16

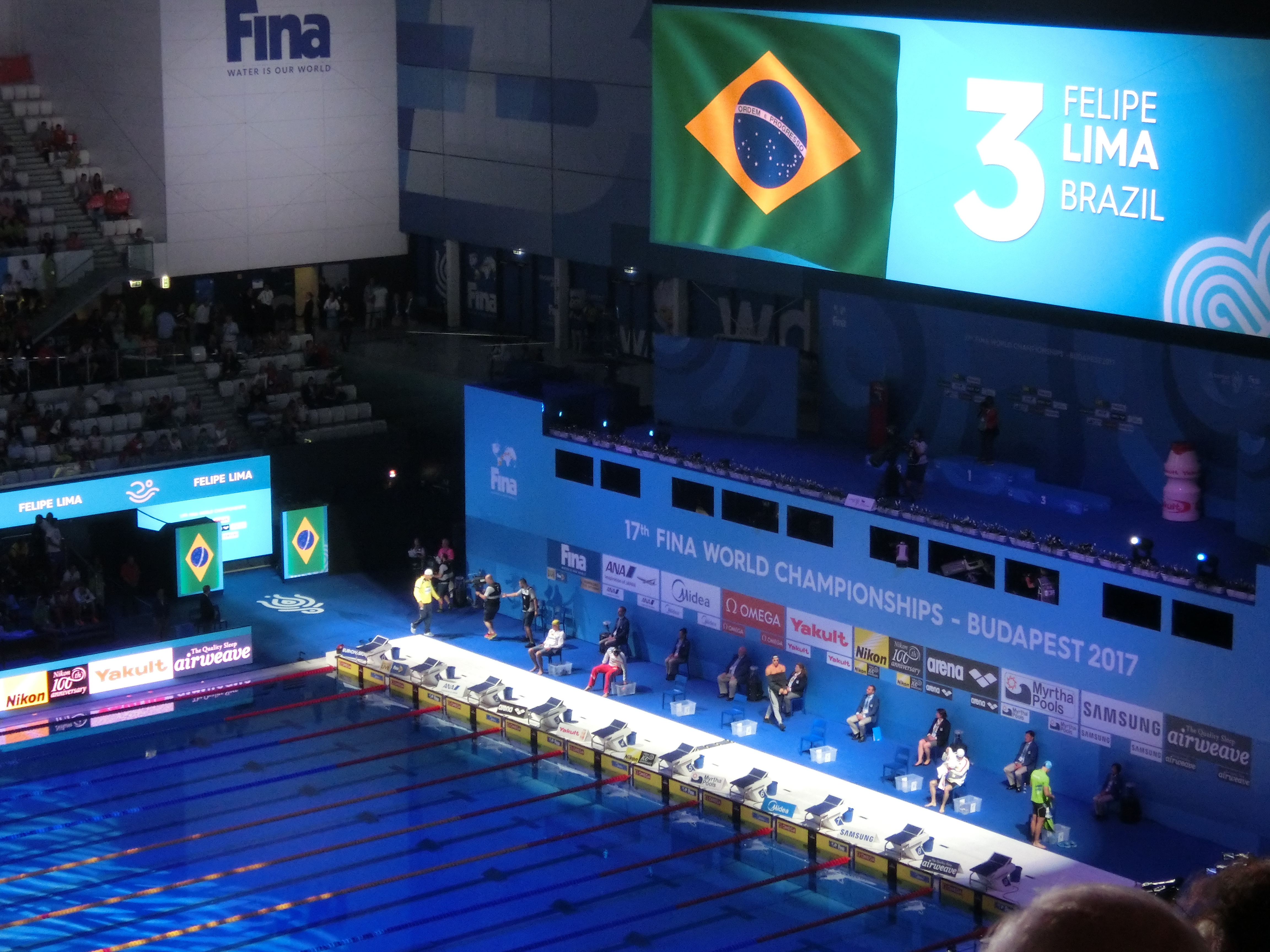
Felipe Lima nos 50m peito no Mundial de Budapeste 2017

No Campeonato Mundial de Natação em Piscina Curta de 2012 obteve seu melhor resultado em mundiais, indo a três finais: nos 50 metros peito, terminou em sexto lugar; nos 100 metros peito, ficou em oitavo;e nos 4x100m medley terminou na quarta posição.
No Campeonato Mundial de Esportes Aquáticos de 2013 em Barcelona, Felipe Lima classificou-se para a final dos 100 metros peito em quinto lugar, com um tempo de 59s84, quebrando pela primeira vez a barreira do um minuto. Na final, superou-se novamente, obtendo o melhor tempo de sua vida sem super-trajes, 59s65, recebendo uma medalha de bronze histórica para o Brasil. Foi a primeira vez na história que um brasileiro ganhou uma medalha no 100 metros peito no Campeonato Mundial. Nos 50m peito, quase foi para outra final, mas fez um tempo mais fraco nas semifinais do que ele obteve nas eliminatórias, e terminou em 9º lugar.
Nos Jogos Sul-Americanos de 2014 ganhou duas medalhas de ouro: nos 100 metros peito e 4x100 metros medley.
Nos Jogos Pan-Americanos de 2015 em Toronto, no Canadá, Lima ganhou a medalha de ouro no revezamento 4×100 metros medley, por participar das eliminatórias da prova. Antes, ele já havia ganho uma medalha de prata nos 100 metros peito.
No Campeonato Mundial de Esportes Aquáticos de 2015, Lima terminou em nono lugar no revezamento 4x100 metros medley misto, junto com Daynara de Paula, Daiene Dias e João de Lucca; décimo nos 4x100 metros medley, junto com Guilherme Guido, Arthur Mendes e Marcelo Chierighini; 12º nos 50 metros peito; e 13º nos 100 metros peito.
No Campeonato Mundial de Natação em Piscina Curta de 2016, na cidade de Windsor, no Canadá, disputado entre os dias 6 a 11 de dezembro de 2016, Felipe ganhou uma medalha de prata e uma de bronze: a medalha de prata foi ganha no revezamento 4x50 medley, no dia 8 de dezembro (além de Felipe, a equipe brasileira foi formada por Etiene Medeiros, Nicholas Santos e Larissa Oliveira) e a de bronze, no dia 11 de dezembro, nos 50 metros peito, com o tempo de 25s98. Ele também terminou em 10º nos 100m peito.

### 2017–20
No Campeonato Mundial de 2017, em Budapeste, ele terminou em 4º lugar nos 50m peito  e 10º nos 100 metros peito.  Ele também ajudou o revezamento 4 × 100 metros medley do Brasil a ir às finais, nadando as eliminatórias.
No Campeonato Mundial de Natação em Piscina Curta de 2018, em Hangzhou, China, ele ganhou o bronze nos 50m peito, e o bronze no revezamento 4x50m medley do Brasil, junto com Guilherme Guido, César Cielo e Nicholas Santos. Ele também terminou em 4º lugar no revezamento 4x100m medley  e 12º nos 100m peito. 
Em junho de 2019, no Mare Nostrum, etapa de Monte Carlo, bateu o recorde das 3 Américas na prova dos 50m peito, com a marca de 26s33. 
No Campeonato Mundial de Esportes Aquáticos de 2019, em Gwangju, na Coréia do Sul, ele conquistou a medalha de prata nos 50 metros peito, perdendo apenas para Adam Peaty, detentor do recorde mundial dos 50 e 100m peito. Foi a primeira vez que o Brasil conseguiu duas medalhas na mesma prova, em um Campeonato Mundial: João Gomes Júnior ficou com o bronze. Ele também terminou em 18º nos 100m peito. 
Nos Jogos Pan-Americanos de 2019, realizados em Lima, Peru, ele ganhou uma medalha de prata nos 4 × 100 m medley, por participar das eliminatórias da prova. Ele também terminou em 4º nos 100m peito.
Em 19 de abril de 2021,garantiu vaga para Tóquio 2020 disputando pela segunda vez as Olímpiadas.

### Jogos Olímpicos de 2020
Nos Jogos Olímpicos de Verão de 2020 em Tóquio, Lima quase quebrou o recorde sul-americano nas eliminatórias dos 100 metros peito, com o tempo de 59s17. Aos 36 anos, ele bateu seu recorde pessoal na prova. Nas semifinais, ele terminou em 12º.

## Marcas importantes
Piscina olímpica (50 metros)
- Ex-recordista sul-americano dos 50 metros peito: 27s58, obtidos em 9 de maio de 2008[54]
- Ex-recordista sul-americano dos 100 metro peito: 1m01s52, obtidos em 16 de dezembro de 2006[7]
- Ex-recordista sul-americano do revezamento 4x100 metros medley: 3m39s30, marca obtida em 9 de setembro de 2006, junto com Leonardo Guedes, Fernando Silva e César Cielo.[55]

Piscina semi-olímpica (25 metros)
- Ex-recordista sul-americano dos 50 metro peito: 26s61, obtidos em 6 de novembro de 2009[56]
- Ex-recordista sul-americano dos 100 metros peito: 58s86, obtidos em 18 de outubro de 2008[57]